# Championnat de Suisse de hockey sur glace 1924-1925
Saison précédente Saison suivante
La saison 1924-1925 est la 16e saison du championnat de Suisse de hockey sur glace.

## Championnat national

### Qualification Est
Le 25 décembre 1924 à Saint-Moritz :
- HC Saint-Moritz - HC Davos 1-2

### Qualification Ouest
Le 28 décembre 1924 à Château-d'Œx :
- HC Château-d'Œx - HC Rosey Gstaad 1-6[1] (1-3 est mentionné par une autre source[2])

### Finale
Le 9 février 1925 à Davos :
- HC Davos - HC Rosey Gstaad 1-9

Le HC Rosey Gstaad est désigné champion de Suisse pour la troisième fois de son histoire.

## Série B
Une nouvelle ligue est créée pour permettre à des clubs de basse altitude d'évoluer.

### Zone Ouest
Le 18 janvier 1925 à Caux.

#### Participants
- HC Bellerive Vevey II
- HC Caux
- HC Château-d'Œx
- HC La Chaux-de-Fonds
- Lausanne HC
- HC Rosey Gstaad II
- Servette HC
- Star Lausanne HC
- Villars HC

#### Finale Ouest
- Lausanne HC - HC Villars 3-1

### Zone Est
Le 25 janvier 1925 à Davos :
- Grasshopper Club Zurich - HC Davos II 2-10
- Grasshopper Club Zurich - HC Arosa 0-0
- HC Arosa - HC Davos II 2-6

| Clt   | Équipe                  | PJ | V | D | N | BP | BC | Diff | Pts |
| ----- | ----------------------- | -- | - | - | - | -- | -- | ---- | --- |
| +001, | HC Davos II             | 2  | 2 | 0 | 0 | 16 | 4  | +12  | 4   |
| +002, | HC Arosa                | 2  | 0 | 1 | 1 | 2  | 6  | -4   | 1   |
| +003, | Grasshopper Club Zurich | 2  | 0 | 1 | 1 | 2  | 10 | -8   | 1   |

- En gras : qualifié pour la finale

### Finale
- HC Davos II - Lausanne HC ?

## Championnat international suisse
Ne limitant pas le nombre de joueurs étrangers, ce championnat n'est pas pris en compte pour le palmarès actuel des champions de Suisse.

### Zone Ouest
Le 18 janvier 1925 à Château-d'Œx :
- HC Rosey Gstaad - HC Château-d'Œx 2-1
- HC Bellerive Vevey - HC Château-d'Œx 1-0
- HC Rosey Gstaad - HC Bellerive Vevey 4-3

| Clt   | Équipe              | PJ | V | D | N | BP | BC | Diff | Pts |
| ----- | ------------------- | -- | - | - | - | -- | -- | ---- | --- |
| +001, | HC Rosey Gstaad     | 2  | 2 | 0 | 0 | 6  | 4  | +2   | 4   |
| +002, | HC Bellerive Vevey  | 2  | 1 | 1 | 0 | 4  | 4  | +0   | 2   |
| +003, | HC Château-d'Œx (T) | 2  | 0 | 2 | 0 | 1  | 3  | -2   | 0   |

- En gras : qualifié pour la finale

### Zone Est
Les 24 et 25 janvier 1925 à Davos :
- Akademischer EHC Zürich - HC Davos 0-7
- HC Davos - HC Saint-Moritz 3-1
- Akademischer EHC Zürich - HC Saint-Moritz 0-3

| Clt   | Équipe                  | PJ | V | D | N | BP | BC | Diff | Pts |
| ----- | ----------------------- | -- | - | - | - | -- | -- | ---- | --- |
| +001, | HC Davos                | 2  | 2 | 0 | 0 | 10 | 1  | +9   | 4   |
| +002, | HC Saint-Moritz         | 2  | 1 | 1 | 0 | 4  | 3  | +1   | 2   |
| +003, | Akademischer EHC Zürich | 2  | 0 | 2 | 0 | 0  | 10 | -10  | 0   |

- En gras : qualifié pour la finale

### Finale
Le 8 février 1925 à Davos :
- HC Rosey Gstaad - HC Davos 2-1